# Адам-Стефан Мазепа

Герб Курч

Адам-Стефан Мазепа герба Курч (пол. Adam Mazepa, рос. Степан Михайлов сын Мазепа; пом. в 1665) — руський (український) православний шляхтич, річпосполитський урядник і діяч козацької держави. Батько гетьмана Івана Мазепи.

## Життєпис
Народився в родині київського зем'янина Михайла Мазепи (пом. після 1622), котрий вперше зринає у грамоті короля Сигізмунда II Августа від 15 червня 1572 року. Згідно з нею шляхтич дістав ленним правом неосаджені землі коло ріки Кам'янки, починаючи од мосту, по якому йде Великий Гостинець, аж до урочища Посникова, — там, де згодом виникло село Мазепинці. 
13 липня 1578 Михайло отримав од Стефана Баторія пожиттєву данину на село Пасічне на р. Рось, нижче Білої Церкви разом з ловищами на р. Насташці від дороги звенигородської до устя, де в Рось впадає, а по Росі також боброві гони від устя Насташки до устя Сухої Ольшаниці.
Відтак він подибується аж в люстрації староств Київського воєводства (1616) під йменням Миколая Мазепи Колединського (пол. Mikołaj Mazepa Koledyński), посідача хутора на Кам'янці та селища на Росі, сумлінно справуючи кінну службу при білоцерківському старості. Видимо, саме під час служби М. Мазепа зблизився з білоцерківським підстаростою, князем Дмитром Булига-Курцевичем, котрий і прийняв його до свого родового герба «Курч». Люстрація в 1622 не додає майже нічого нового.
Його син Адам уперше згадується 14 травня 1638 року, коли за вбивство шляхтича Яна Зеленського Люблінський трибунал на судових сесіях Брацлавського воєводства засудив того на інфамію та смертну кару. Передше аналогічний вирок 26 листопада 1637 р. виніс володимирський ґродський суд. Одначе «виволанцеві» пощастило відтягти його виконання, у 1643 А. Мазепа помирився з родиною вбитого, заплатив їй пеню й, понісши публічне покарання, 8 липня 1645 одержав ґлейт Владислава IV за підписом великого канцлера коронного Єжи Оссолінського строком на 6 місяців. Ним поновлювались усі шляхетські права і дозволялось безпечно проживати в країні. Уже 14 липня п. Роман Городинський від імені свого клієнта облятував документ до володимирських книг ґродських, а возний енерал Волинського воєводства Миколай Бохновський його публічно виголосив. 
Чи то даний випадок, чи, може, якісь фамільні зв'язки з козаччиною зрештою привели Адама-Стефана в табір Б. Хмельницького. В 1654 році він фігурує як білоцерківський отаман. Після складення присяги цареві у Переяславі він разом з родичами, теж українською шляхтою Білоцерківського полку Трущинськими й Мокієвськими, подав російським воєводам проєкт розподілу старих польських воєводств і урядів з закріпленням елітного становища шляхти серед козаків. Як зазначає дослідниця Т. Таїрова-Яковлева, цей факт свідчить, що Мазепі були зовсім не чужі ідеї державності й участі в управлінні власною країною.
По смерті Хмельницького гетьманом став Іван Виговський, ініціатор Гадяцької угоди, що мала на меті створити Велике князівство Руське як третій рівноправний суб'єкт Речі Посполитої. На початку 1659 р. він вирядив до Яна II Казимира Юрія Немирича, Григорія Лісницького й Адама-Стефана, тоді білоцерківського намісника, з просьбою надіслати підкріплення для відбиття російських полків, котрі просувалися вглиб України. Криштоф Перетяткович, писар королівського посла до козаків Станіслава Беневського, згадує участь Мазепи на покликаному ратифікувати даний договір сеймі, що відбувся в Варшаві 4 квітня. Він же, їдучи до Чигирина, залишив одного з коней «у Білій Церкві, у дружини Мазепи», Марини Мокієвської.
Коли реалізувати проєкт Великого князівства Руського не вдалося, Адам-Стефан зостався з Виговським на польськім боці. Як «давно і добре в різних оказіях заслужений шляхтич й жовнір, до нас [короля] та вітчизни нашої завжди прихильний, вірний і в багатьох експедиціях воєнних досвідчений мужністю й відвагою», він в 1659 році дістав привілей на спадкове володіння селом Мазепинці. Універсалом від 9 березня 1662 був титулований чернігівським підчашим замість померлого Василя Солтика. 20 липня того ж року Мазепа одержав містечко Триліси з належними до нього селами, щоб їх жителі «за пана свого знали і йому послушні були».
3 квітня 1663 у Львові король видав привілей на с. Будище в Богуславському старостві й спеціальний розказ до коменданта Білої Церкви, аби той охороняв маєтності нобіля, а 26 серпня «вийняв» його з-під юрисдикції всіх судів. Востаннє згадується в інструкції київської шляхти послам на сейм від 12 березня 1665, де він названий осідлим шляхтичем первісно Чернігівського воєводства, а згодом Київського.

### Родина
У Києво-Печерській лаврі А.-С. Мазепа зробив поминальний запис своїх родичів. Згадана в нім Ганна, як припускає дослідник Володимир Кривошея, є його матір'ю, Михайло — батьком, а Василь, Віктор та Яків — старшими братами; полковий суддя Федір Мазепа, який начебто брав участь у повстанні Северина Наливайка, а пізніше був страчений поляками у Варшаві, насправді є вигадкою автора Історії Русів — літературно-пропагандистського твору кінця XVIII століття. З Мариною Мокієвською Адам-Стефан одружився не раніше 1638, обраниці на цю мить було років 16-20. У шлюбі народився син Іван й донька Олександра.